# Abus sexuels sur mineurs dans l'Église catholique en Allemagne
Pour un article plus général, voir Abus sexuels sur mineurs dans l'Église catholique.

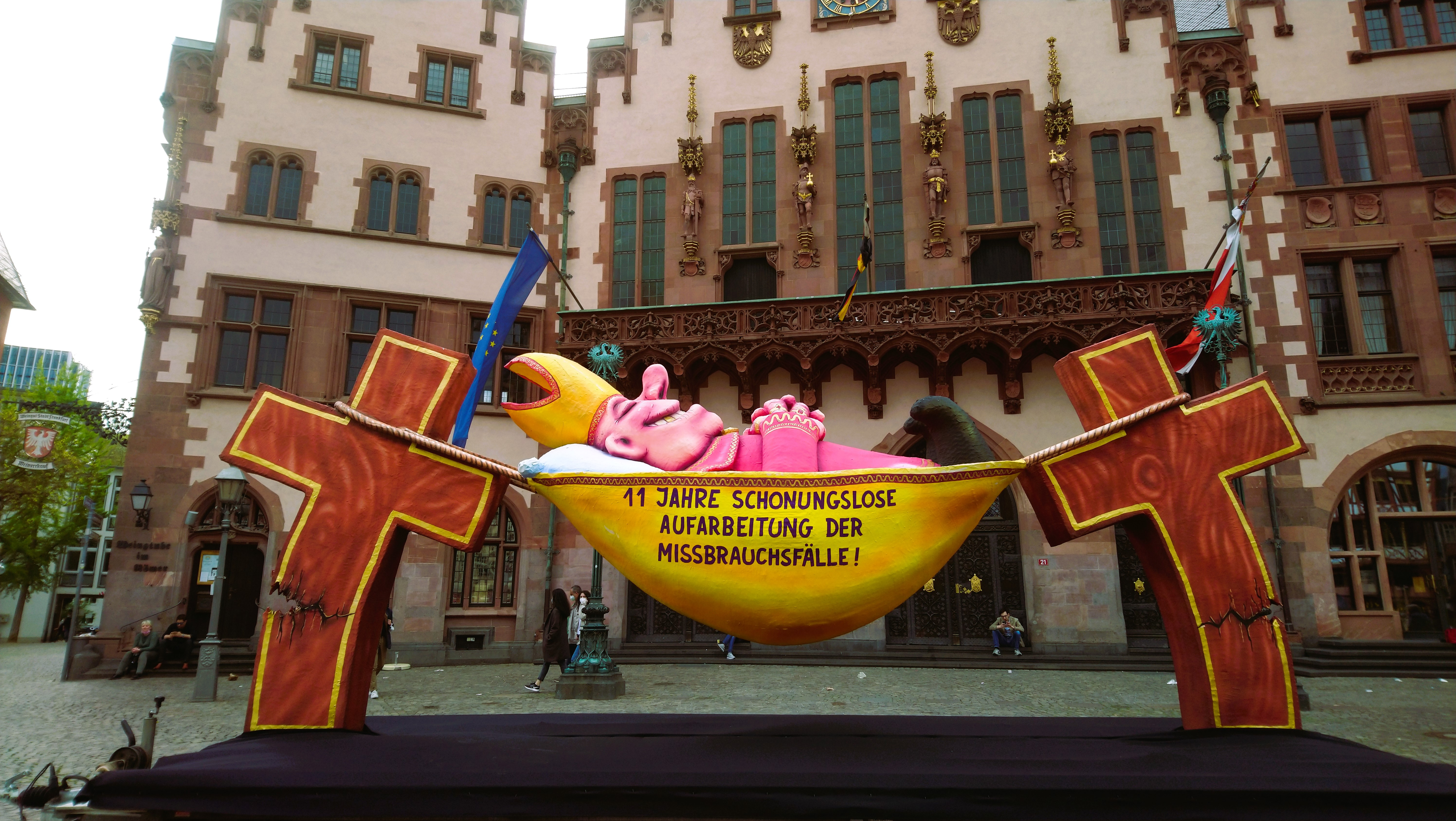
Caricature sur le traitement des abus par l'Église catholique.

Les abus sexuels sur mineurs dans l'Église catholique en Allemagne désignent des agressions sexuelles de mineurs, commises au sein de l'Église catholique par certains de ses clercs et agents pastoraux.

## Historique
Dans une note publiée le 9 mars 2010, le père Lombardi, directeur des médias du Saint-Siège, salue les efforts de transparence des différents diocèses et le fait qu'ils ont invité les victimes à se manifester. Il considère que l'attitude qui consiste à se centrer sur la situation et des préoccupations des victimes, est la bonne façon de procéder.
Robert Zollitsch, président de la conférence épiscopale allemande, déclare, le 12 mars, que « toute la lumière doit être faite », car « les victimes y ont droit ». D'après lui, l'Église allemande a pris de nouvelles mesures de contrôle : « Il n'y a pas d'autres groupes en Allemagne, a-t-il fait remarquer, qui ait pris des mesures aussi claires. ». Zollitsch fait référence aux « Directives de procédures en cas d'abus sexuels sur des mineurs par des religieux en Allemagne », texte publié par la conférence épiscopale allemande en septembre 2002. Selon ces directives, tout signalement d'abus sexuel doit être examiné avec soin. Si le soupçon se renforce, le suspect est invité à se dénoncer. S'il ne le fait pas, le diocèse doit informer le ministère public. Ces directives garantissent également aux victimes et à leurs proches une aide humaine, thérapeutique et pastorale.
Le diocèse de Munich, dont Joseph Ratzinger (qui deviendra le pape Benoît XVI) a été l'archevêque entre 1977 et 1982, est aussi concerné par cette vague de révélations. D'après l'archidiocèse de Munich, le vicaire général actuel, Peter Beer, a créé un groupe de travail pour analyser la manière dont ont été traitées les affaires d'abus sexuels commis par des membres du clergé, dans les décennies précédentes. Ce groupe a observé, qu'en 1980, un prêtre a été pris en charge par l'archevêché pour suivre une thérapie, probablement à la suite de relations sexuelles avec des adolescents. Ce prêtre, soupçonné d'être pédophile, a ensuite, en 1982, été affecté dans la paroisse de Graffin, par Gerhard Gruber, vicaire général du diocèse de Munich. Il a alors commis des abus sexuels sur des mineurs, pour lesquels il a été condamné en 1986. Gerhard Gruber a reconnu, en mars 2010, avoir commis une grave erreur en redonnant à ce prêtre des fonctions en paroisse,. D'après le New York Times du 26 mars 2010, Joseph Ratzinger aurait été informé de la réaffectation de ce prêtre, information démentie par le Vatican. En janvier 2022, alors que les théologiens Bernhard Sven Anuth et Norbert Lüdecke reprochent à Benoît XVI de ne pas avoir informé le Vatican, en 1980, de l'arrivée dans son diocèse du prêtre pédophile Peter Hullermann, Benoît XVI adresse, selon le journal allemand Bild, un document en défense aux avocats qui enquêtent sur les allégations de dissimulations d’abus sexuels dans le diocèse de Munich,. 
En mars 2010, l'archevêque Robert Zollitsch annonce la nomination d'un évêque référent dans son pays pour suivre les affaires d'abus sur des mineurs. Il s'agit de Stephan Ackermann, évêque de Trèves, chargé spécial de la Conférence épiscopale allemande pour toutes les questions liées aux abus sexuels. Le 16 mars, ce dernier déclare que des dissimulations ont bien eu lieu, par le passé, dans plusieurs diocèses, en vue d'étouffer des affaires d'abus sur mineurs,. Le lendemain, la chancelière Angela Merkel intervient au Bundestag pour demander que la vérité soit faite sur ces affaires. Elle estime cependant que l'on ne doit pas limiter les enquêtes à ce qui s'est passé dans l'Église et que les investigations et remises en question doivent aussi concerner d'autres institutions : « Même si les premiers cas dont nous avons eu connaissance venaient de l'Église catholique, cela ne rime à rien de limiter le phénomène à un seul groupe (…) Cela s'est produit dans beaucoup de secteurs de la société. ». La table ronde organisée pour mieux protéger les enfants réunira donc des dirigeants catholiques et protestants mais aussi des représentants de la société civile,.
En novembre 2010, la ligne téléphonique ouverte en mars par l'Église catholique pour recueillir des témoignages a déjà reçu 3 500 appels. Le chef de la conférence épiscopale, l'archevêque Robert Zollitsch, reconnait la faute de l'Église et étudie des mesures d'aides aux centaines de victimes pour les aider « à surmonter le passé ». Des indemnisations mais aussi la prise en charge de psychothérapies et la création d'un fonds de prévention sont envisagées. Le 7 décembre 2010, la Conférence épiscopale allemande met en place des mesures pour la prévention des violences sexuelles dans les établissements de l'enseignement catholique. Une brochure et un site internet sont créés pour permettre d'aborder le thème des abus et pour aider à les éviter.
En décembre 2010, Antje Vollmer, présidente de la commission Runder Tisch Heimerziehung in den 50er und 60er Jahren chargée depuis février 2009 par le Bundestag de traiter le dossier des violences ayant eu lieu dans des foyers publics et religieux annonce qu'un fonds de 120 millions d'euros va être mis à la disposition des victimes. Il s'agit de mineurs ayant subi des violences (abus sexuels, maltraitance physique et morale…) entre 1949 et 1975 en République fédérale d'Allemagne. Leur nombre exact est inconnu même si environ 2 500 personnes se sont déjà manifestées. Selon la députée Ingrid Matthäus-Maier, il pourrait y avoir eu jusqu'à 30 000 victimes dans les institutions laïques et religieuses. L'État fédéral, les États régionaux (Länder) et l'Église, tous responsables des institutions en cause, devront contribuer à la constitution de ce fonds. L'Église catholique et l'Église protestante ont déjà accepté de verser la part qui leur est demandée. Les associations de victimes estiment
que ces indemnisations et les mesures prises sont insuffisantes,,.
En juin 2021, le cardinal Reinhard Marx remet sa démission d'archevêque de Munich au pape François en dénonçant les abus sexuels commis par des membres de l'Église,. Le 10 juin, le pape refuse sa démission mais l'encourage à persévérer dans la réforme contre les abus. En février 2022, Reinhard Marx n'effectue pas un lien absolu entre les agressions sexuelles et le célibat des prêtres : « On ne peut pas le dire globalement. Mais ce mode de vie qui suppose une proximité entre des hommes attirent aussi des gens qui ne sont pas adaptés (à la fonction), qui sont sexuellement immatures ». Néanmoins, il recommande de laisser aux prêtres la possibilité de se marier. Par contre il n'a pas un avis tranché sur la possibilité pour les femmes d'accéder au sacerdoce.

## Départ de fidèles
En mai 2010, des prêtres et responsables ecclésiaux constatent que de nombreux fidèles s'éloignent de l'Église dans les diocèses concernés par les scandales, l'institution traversant une crise de crédibilité. Cette vague de départ est confirmée par une enquête de Christ und Welt (supplément religieux de l'hebdomadaire Die Zeit) publiée le 7 avril 2011. En 2019, plus de 272 000 personnes ont demandé à être rayées des registres de l'Église catholique, contre 180 000 personnes en 2010 et 128 800 en 2009. Cet accroissement des défections est dû à la crise de confiance liée aux affaires révélées en 2010 et a des conséquences financières pour l'Église puisqu'elle affecte le montant de l'impôt religieux.

## Chronologies des affaires
- En janvier 2010, le père Klaus Mertes, actuel supérieur du collège jésuite Canisius à Berlin, déclare que de nombreuses agressions sexuelles sur des mineurs ont eu lieu, dans cet établissement, dans les années 1970 et 1980[28],[2]. « Trois anciens élèves des années 1970 sont venus me voir. De leurs histoires, j'ai conclu qu'un certain prêtre avait sûrement à lui seul abusé de plus d'une centaine d'enfants. Cela semblait systématique »[16]. D'autres révélations suivent : entre janvier et mars 2010, des affaires anciennes de pédophilies sont dévoilées dans 19 diocèses sur 27[2]. Entre janvier et mars 2010, 170 plaintes sont déposées, se rapportant à des faits survenus dans les années 1970 et 1980[29].
- En mars 2010 plusieurs anciens membres du chœur Regensburger Domspatzen dont le frère de Benoît XVI, Georg Ratzinger a été le directeur entre 1964 et 1994, expliquent avoir été victimes de sévices et d'abus sexuels de la part de responsables de l'internat. En avril 2014 l'évêché de Ratisbonne charge l'avocat Ulrich Weber de procéder à une expertise. Dans son rapport final l'avocat fait état de 547 enfants victimes d'abus (maltraitances et viols) entre 1945 et le début des années 1990[30],[31].
- En 2012 et 2013 quatre prêtres du diocèse de Trèves sont sanctionnés par Stephan Ackermann pour abus sexuels. Juridiquement, les faits datent des années 1980 et 1990  et sont prescrits[32].
- L’archevêque de Cologne Rainer Woelki provoque une vive polémique et perd la confiance du conseil diocésain de Cologne après qu'il a refusé de diffuser un rapport sur des abus sexuels commis sur des mineurs entre 1975 et 2018, réalisé par un cabinet juridique de Munich[26]. Un nouveau rapport indique que 314 mineurs, principalement des garçons de moins de 14 ans, ont été les victimes de pédophiles, essentiellement par des membres ecclésiastiques à la même époque. Le pape François décide d'envoyer deux émissaires, les évêques de Stockholm Anders Arborelius et de Rotterdam Johannes van den Hende, pour enquêter, courant juin 2021, sur la situation dans le diocèse de Cologne[33]. Le 24 septembre 2021, à six jours de l'ouverture de la troisième session (le 30) du Chemin synodal allemand à propos duquel il a exprimé souvent ses réticences, il est placé en congé par le Pape François, au motif d' « erreurs de communication » dans la gestion des affaires pédophiles[34].
- En septembre 2018, plusieurs médias révèlent que des milliers d'enfants ont été abusés sexuellement par des prêtres en Allemagne entre 1946 et 2014 ; l’Église est accusée d'avoir « détruit ou manipulé » des preuves et « minimisé » sciemment la gravité des faits[35]. Les chiffres accablants sont basés sur un rapport publié le 25 septembre lors de la conférence épiscopale de Fulda, commandité par la Conférence des évêques allemands auprès d'une équipe de chercheurs ; ceux-ci regrettent pourtant n'avoir pu accéder librement aux archives des vingt-sept diocèses sur lesquels ils ont enquêté[36].
- Le 20 janvier 2022, le cabinet d’avocats Westpfahl Spilker Wastl remet son étude intitulée « Rapport sur les abus sexuels de mineurs et d’adultes vulnérables par des clercs, ainsi que par [d’autres] employés, dans l’archidiocèse de Munich et Freising de 1945 à 2019 ». Ce document met en avant quatre dossiers, y compris l'affaire Peter Hullermann, mal gérés par le futur pape Joseph Ratzinger. Ce rapport met aussi en cause les cardinaux Friedrich Wetter pour 21 cas et Reinhard Marx pour 2 cas[37].
- En juin 2023, la justice condamne l'archevêché de Cologne à verser 300 000 euros de dommages et intérêts à un homme victime d'agressions sexuelles par un prêtre dans les années 1970[38].